# To ostatnia niedziela
To ostatnia niedziela, znana też pod błędnym tytułem Ta ostatnia niedziela (ros. Утомлённое солнце – dosł. „zmęczone słońce”) – tango, powstałe w 1935 roku, znany polski szlagier sprzed II wojny światowej. Muzykę skomponował Jerzy Petersburski, zaś słowa napisał Zenon Friedwald.
Najpopularniejszym wykonawcą tego utworu jest Mieczysław Fogg. Ze względu na ponury tekst tango To ostatnia niedziela zyskało miano tanga samobójców.

## W kulturze

### Wykonania różnych piosenkarzy
- Istnieje wersja po hebrajsku o tytule „Ostatni szabas”. Utwór w tej wersji wykonywany był przed II wojną światową przez Adama Astona[2].
- Tango To ostatnia niedziela jest bardzo popularne w Rosji. W języku rosyjskim istnieją trzy różne teksty na tę melodię. Pierwszy z nich, napisany w 1937 roku przez Pinchusa-Josifa Izrailiewicza zwanego Alwek, nosi tytuł Utamlionnoje sołnce (ros. Утомлённое солнце, pol. Zmęczone słońce).
- Motyw tanga Petersburskiego wykorzystał Gidon Kremer w utworze El Sol Sueno (Hommage a Astor Piazzolla).
- Na płycie solowej Sophie Solomon Poison Sweet Madeira melodia figuruje pod tytułem Burnt by the Sun (por. oryginalny tytuł filmu Michałkowa), a wykonuje ją Richard Hawley.
- W latach 70. swoją wersję tej piosenki nagrał Jerzy Połomski na albumie Kiedy znów zakwitną białe bzy.
- W latach 80. swoją wersję tej piosenki nagrał też Piotr Fronczewski.
- Współczesne wykonania tego utworu: zespół Dance Express, zespół Memo, zespół Cinq G, Cała Góra Barwinków.
- Rosyjski wykonawca muzyki elektroniczej i dub – Omfo – dokonał własnej interpretacji piosenki, wykorzystując przekład na język rosyjski.
- Utwór w aranżacji i wykonaniu zespołu Old Metropolitan Band śpiewa Andrzej Jakóbiec.
- Utwór w aranżacji Zbigniewa Namysłowskiego śpiewa Maciej Silski z towarzyszeniem „Big Bandu Zbigniewa Namysłowskiego”.
- Motyw wykorzystano w utworze „Beautiful You” francuskiej grupy Bumcello, płyta „Nude for love” (2002).
- Utwór wykorzystano na stronie klubo-restauracji ‘White’ w Bejrucie.
- W roku 2004 Lateef & The Chef nagrali swoją wersję utworu "Beautiful You", wykorzystującego główny motyw tanga.
- Swoją wersję utworu zatytułowaną „Müde Sonne” wykonała formacja Quadro Nuevo z Niemiec. Piosenka znalazła się na albumie Tango Bittersweet z 2006 roku.
- Swoją wersję utworu nagrał też amerykański zespół La Mar Enfortuna, specjalnie dla 18. Festiwalu Kultury Żydowskiej w Krakowie (2008); znalazła się ona na płycie, dołączonej do krakowskiego wydania „Gazety Wyborczej” w dniu 5 lipca 2008 roku[3].
- W roku 2003 Kora Jackowska nagrała swoją wersję tej piosenki.
- Marta Górnicka w spektaklu Piazzolla (Teatr Ateneum w Warszawie).
- 2006 – linia melodyczna wykorzystana przez Ligalize (Лигалайз) w utworze Pierwyj atrjad (ros. Первый отряд) z płyty XL.
- Maria Sadowska zaśpiewała wersję obecną na płycie Cafe Fogg w 2008 roku.
- Motyw Utamlionnoje sołnce zaśpiewała Alina Orlova w utworze pod tym samym tytułem na płycie „Laukinis Šuo Dingo” wydanej w 2008 roku.
- Magda Navarrete śpiewa El ultimo domingo w wersji hiszpańskojęzycznej na płycie „Chilli” wydanej w 2009 roku
- Yasmin Levy wykonała utwór w języku hiszpańskim El ultimo domingo podczas koncertu we Wrocławiu w 2022 r.
- Marek Dyjak zaśpiewał wersję wydaną w 2011 roku na jego płycie pt. „Moje Fado”.
- Piosenkę podczas Koncertu dla Niepodległej 10 listopada 2018 na Stadionie Narodowym w Warszawie dla 37000-nej publiczności wykonał Andrzej Lampert[4].

### W filmie

#### Filmy polskie
- 1958 – wersja na akordeon w wykonaniu Romana Kłosowskiego stała się środkiem wyrazu, podkreślającym beznadziejność losów bohaterów filmu Baza ludzi umarłych Czesława Petelskiego (1958), zrealizowanego na podstawie opowiadania i przy współpracy Marka Hłaski.
- 1975 – tango wykonane w jednej z ostatnich scen siódmego odcinka serialu Polskie drogi (7: „Lekcja poloneza”) w reżyserii Janusza Morgensterna.
- 1985 – Kronika wypadków miłosnych Andrzeja Wajdy.
- 1988 – polsko-radziecko-niemiecki film Przeprawa[5].
- 1994 – w filmie Trzy kolory. Biały Krzysztofa Kieślowskiego melodię piosenki gra na grzebieniu Zbigniew Zamachowski.
- 1999 – Chłopaki nie płaczą
- 2021 – Polański, Horowitz. Hometown

#### Filmy rosyjskie
- 1987 – jedna z trzech rosyjskich wersji tanga pojawia się w tle ścieżki dźwiękowej Syberiady Andrieja Konczałowskiego.
- 1987 – rosyjska wersja tanga otwiera pierwsze sceny w filmie Jutro była wojna (reż. Y. Kara), a także stanowi tło napisów końcowych.
- 1994 – rosyjską wersję piosenki do tekstu Alweka, zatytułowaną Utamlionnoje sołnce, wykorzystał również przyrodni brat Andrieja Konczałowskiego, Nikita Michałkow, jako motyw przewodni w filmie Spaleni słońcem. Także oryginalny tytuł filmu, Utamljonnyje sołncem (ros. Утомлённые солнцем, „spaleni słońcem”), nawiązuje do rosyjskiego tytułu tego tanga.
- 2003 – utwór nuci jedna z bohaterek trzeciego odcinka rosyjskiego serialu Ostatni pociąg pancerny.
- animacja Bajka bajek rosyjskiego twórcy Jurija Norszteina.
- animacji produkcji rosyjskiej pt. First-Squad.
- 2015 – film Tak tu cicho o zmierzchu (A zori zdies tichie) wykonany w wersji rosyjskiej

#### Inne
- 1993 – utwór śpiewa Jacek Wójcicki w filmie Lista Schindlera.
- 2011 – film biograficzny Rasputin (film 2011), koprodukcja francusko–rosyjska z Gerardem Depardieu w roli tytułowej.
- 2023 - melodia została wykorzystana w grze komputerowej Atomic Heart[6].